# کریستین گواچل
کریستین گواچل (فرانسوی: Christine Goitschel‎؛ زادهٔ ۹ ژوئن ۱۹۴۴) اسکی‌باز آلپاین اهل فرانسه است.
وی همچنین برندهٔ جوایزی همچون لژیون دونور (افسر) شده‌است.
وی در مسابقات کشوری و بین‌المللی در مجموع برندهٔ ۱ مدال طلا، ۱ مدال نقره شده‌است.